# Lübeckbrug
De Lübeckbrug (brugnummer 2429) is een vaste brug in Amsterdam-West. De naam verwijst naar de Duitse havenstad Lübeck, die belangrijk was voor de houthandel met Amsterdam.
De brug verbindt over de Lübeckgracht het Libau-eiland met het Karlskrona-eiland in de woonbuurt Houthavens die in de jaren tien van de 21e eeuw wordt aangelegd. De brug werd gebouwd toen er alleen nog een zandvlakte lag waarop in de toekomst woonwijken gebouwd moesten worden. Rondom de brug zijn de contouren van de nog te graven gracht een beetje zichtbaar, de brug wordt in oktober 2019 zelfs al beschermd door remmingswerk, terwijl de gracht dan alleen nog bestaat uit een kuil, waarin de brug ligt. De Lübeckbrug en de andere bruggen in deze wijk werden kaal opgeleverd omdat er nog druk bouwverkeer over de bruggen moest, alleen de pijlers en overspanning werden neergezet. Nadat de bebouwing gereed is wordt ze afgebouwd.
Het ontwerp is afkomstig van Verburg Hoogendijk Architecten, Parkland Landschapsarchitecten en Paul de Kort. Zij lieten zich inspireren door dé bruggenarchitect van Amsterdam Piet Kramer. Zijn bruggen volgen qua ontwerp veelal de Amsterdamse School, een bouwstijl die alhoewel gemoderniseerd wordt teruggevonden in de bebouwing van het Memeleiland, maar ook in de Spaarndammerbuurt, gelegen net ten zuiden van de nieuwe woonwijk. De ontwerpers kozen daarbij voor de pylonen van de P.L. Kramerbrug (brug 400), maar dan in gemoderniseerde en afgeslankte vorm. De brug heeft vanaf boven gezien een vlindervorm met een breed lichaam. Zij werd opgebouwd uit prefab-betonelementen (zorgde voor minder vervuiling tijdens transport) waarin gerecycled betongranulaat (in het kader van duurzaam bouwen) is verwerkt.
De naamborden en het brugnummer zijn geïntegreerd in de leuningen/borstweringen; ze zijn een grafisch ontwerp van Janno Hahn.
In maart 2023 ligt de brug in een gebied waar gebouwd wordt aan de wijk. Ze is wel toegankelijk maar wordt aan alle zijden bescherm tegen aanrijding. Ze ligt dan nog boven zand.

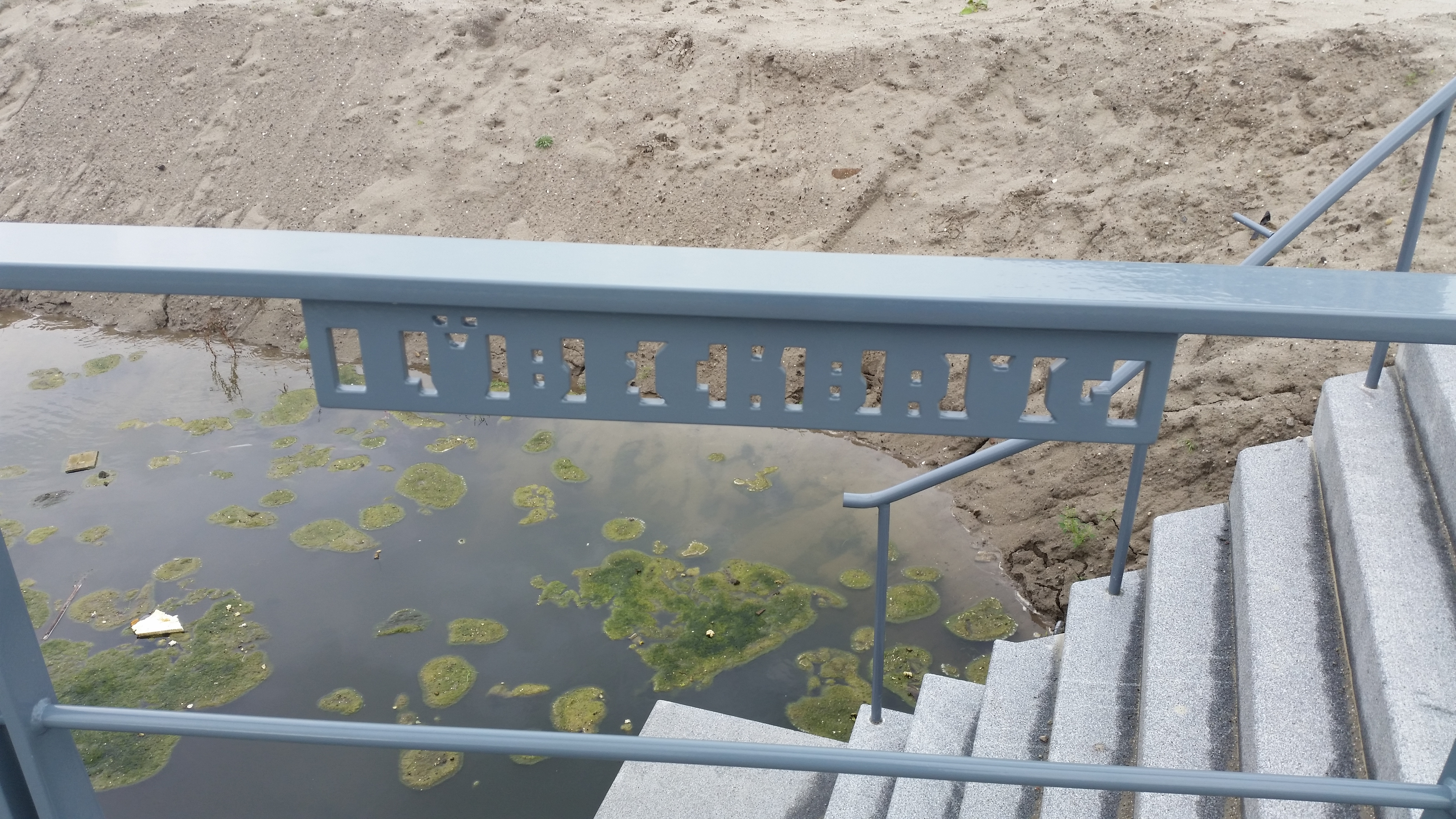
Naamplaat Lübeckbrug (oktober 2019)

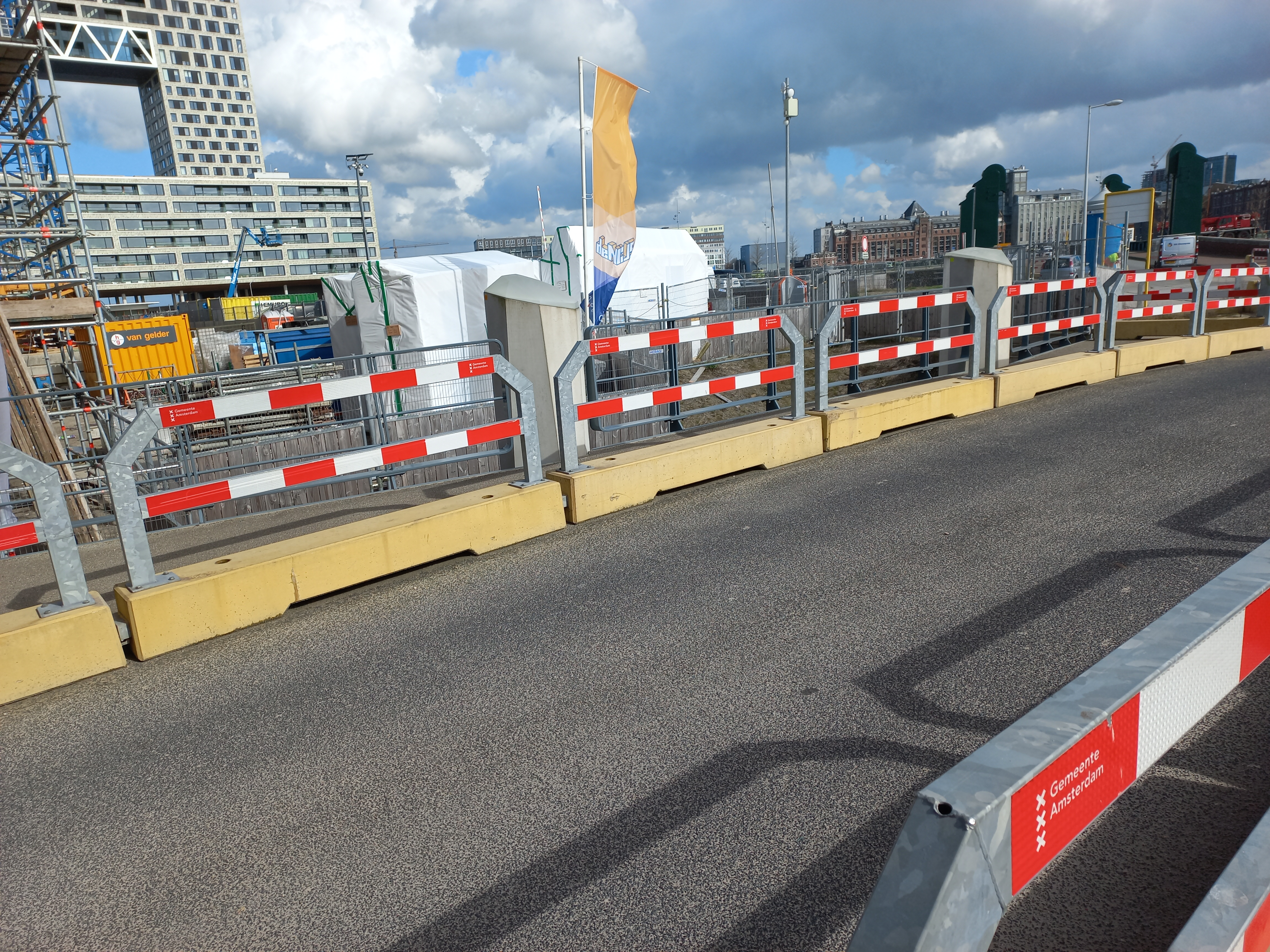
De brug in maart 2023)

Elseneurbrug · Gevlebrug · Helsingforsbrug ·  Kalmarbrug · Kolbergbrug · Koningsbergenbrug · Kronstadtbrug · Lübeckbrug · Pernaubrug · Pilaubrug · Rostockbrug · Stralsundbrug · Windaubrug · Wisbybrug · Wismarbrug
2400 · 2401 · 2402 · 2403 · 2404 · 2405 · 2406 · 2407 · 2408 · 2409 ·  2410 · 2411 · 2412 · 2413 · 2414 · 2415 · 2421 · 2422 · 2423 · 2424 · 2425 · 2426 · 2427 · 2428 · 2429 · 2430 · 2431 · 2432 · 2433 · 2434 · 2435 · 2436 · 2437 · 2438 · 2439 · 2441 · 2451-2453 · 2454 · 2455 · 2456 · 2457 · 2459 · 2461 · 2462 · 2468 · 2469 · 2470 · 2471 · 2472 · 2473 · 2474 · 2475 · 2476 · 2477 · 2478 · 2480 · 2481 · 2482 · 2483 · 2484 · 2485 · 2486 · 2487 · 2488 · 2489 · 2490 · 2491 · 2492 · 2493 · 2494-2499
Brugnummers 2416, 2417, 2418, 2419, 2420, 2441, 2442, 2443, 2444,  2445, 2446, 2447, 2448, 2449, 2450, 2458, 2460, 2463, 2464, 2465, 2466, 2467, 2479 zijn niet vergeven.